# Emilio Gaete
Emilio Gaete Bahr (Santiago, 27 de abril de 1913-16 de agosto de 2009) fue un actor chileno de teatro, cine y televisión.

## Biografía
Sus padres fueron Emilio Gaete Fagalde y Margarita Bahr Sttappeld.
Si bien nunca estudió actuación, comenzó su carrera en los años 1940 en el radioteatro, junto a la consolidada Maruja Cifuentes, y posteriormente junto a Mirella Latorre, con quien formaría una popular dupla de la radiodifusión. En el decenio siguiente trabajó también en Argentina y México con figuras célebres como Libertad Lamarque, María Félix, Mirtha Legrand, Pedro Armendáriz y Mario Moreno ("Cantinflas").
Protagonizó la primera serie de televisión de Canal 13 (Chile); Esta es mi familia, junto a Malú Gatica. Uno de los papeles más célebres de Gaete fue el del alcalde en la obra La pérgola de las flores, y como Carlos Moller en Juani en sociedad (tanto la obra teatral como la versión televisiva). En ambas obras compartió escenario con Silvia Piñeiro.

## Vida personal

### Relaciones
Contrajo matrimonio con Eliana Castex Fournier, con quien no tuvo descendencia; y posteriormente con Teresa Deza Muñoz, con quien tuvo a sus hijos Emilio y María Teresa.
Gaete sostuvo una importante amistad con las actrices Silvia Piñeiro y Carmen Barros.

### Política
Gaete fue un ferviente a Jorge Alessandri Rodríguez y fue simpatizante de la dictadura militar de Augusto Pinochet. En 1992 postuló sin éxito a la alcaldía de Peñalolén por el partido Unión de Centro Centro.

## Muerte
Emilio Gaete falleció el 16 de agosto de 2009 a los 96 años edad, por consecuencias de un accidente cerebrovascular que lo mantenía postrado desde julio de 2005.

## Trayectoria

### Teatro
| Año       | Obra                     | Rol                 |
| --------- | ------------------------ | ------------------- |
| 1960-2003 | La pérgola de las flores | Alcalde Alcibíades  |
| 1963      | Juani en Sociedad        | Carlos Moller McKay |
| 196?      | 100 mujeres y un playboy |                     |
| 196?      | Adán y Eva en La Mayor   |                     |
| 197?      | La Sopera                |                     |
| 1999      | Socios en el amor        |                     |
| ?         | Al que le toca, le toca  |                     |

### Cine
| Año  | Obra                          | Rol                                      |
| ---- | ----------------------------- | ---------------------------------------- |
| 1947 | El precio de una vida         | Conde Loris Ipanov                       |
| 1956 | La pícara soñadora            | Nicanor Gándara                          |
| 1956 | Alejandra                     |                                          |
| 1957 | La mujer que no tuvo infancia | Con Libertad Lamarque y Pedro Armendáriz |
| 1957 | Cabo de Hornos                |                                          |
| 1958 | Quiero ser artista            |                                          |
| 1967 | Largo viaje                   | Padre                                    |
| 1968 | ¡Ufa con el sexo!             |                                          |
| 1971 | Con el santo y la limosna     |                                          |
| 2003 | Tráfico de cáncer             |                                          |

### Televisión
| Año       | Obra                                         | Rol                   | Canal           |
| --------- | -------------------------------------------- | --------------------- | --------------- |
| 1963      | Ésta es mi familia                           |                       | Canal 13        |
| 1967-1972 | Juani en Sociedad                            | Carlos Moller McKay   | Canal 13        |
| 1973-1974 | Para usted señora, para usted señor          | Presentador           | Canal 9-Canal 6 |
| 1975      | La pérgola de la flores (teleteatro chileno) | Alcalde Alcibiades    | TVN             |
| 1978-1979 | En su casa... la vida misma                  |                       | Canal 9         |
| 1982      | Vanessa                                      | Mauricio Subercaseaux | Televisa        |
| 1983      | Bianca Vidal                                 | Don Raimundo Rinaldi  | Televisa        |
| 1986      | La Villa                                     | Sebastián Egaña       | TVN             |
| 1987      | Mi nombre es Lara                            | Benítez               | TVN             |
| 1989      | A la sombra del ángel                        | Padre Ramón           | TVN             |
| 2004      | JPT: Justicia para todos                     |                       | TVN             |